# You Can’t Read this Book

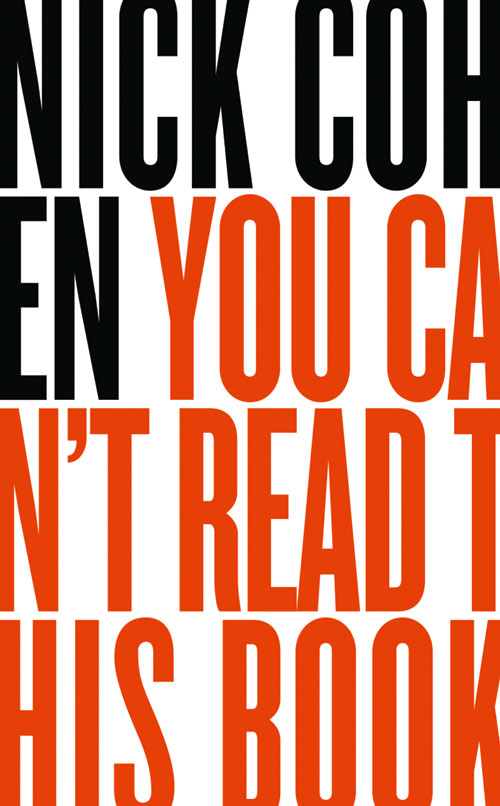
Okładka angielskiego wydania książki

You Can’t Read This Book: Censorship in an Age of Freedom – książka autorstwa Nicka Cohena wydana w 2012, na temat współczesnej cenzury, plutokratycznej władzy, przepisów dotyczących ochrony prywatności oraz wolności słowa i ekspresji.
W swojej książce Nick Cohen twierdzi, że nieograniczony dostęp do informacji w Internecie i mediach społecznościowych może przyczyniać się do przyspieszania upadku dyktatorów, ale nie oznacza to, że żyjemy w epoce bezprecedensowej wolności. Uważa, że jesteśmy ofiarami ciągle rosnących w siłę struktur decydujących o tym co mówimy, myślimy i robimy. Według Cohena, przepisy dotyczące prywatności umożliwiają możnym cenzurować media, protesty przeciwko uciskowi są uciszane jako przejawy fanatyzmu, a głosy sprzeciwu są zagłuszane przez "zgiełk okrzykujący internet zbawicielem demokracji." I choć zdaniem autora wydaje się, że ludzie są bardziej poinformowani niż kiedykolwiek wcześniej, jego książka ma na celu pokazać, że jeśli chcemy zachować wolność słowa, nie powinniśmy ignorować historii.

## Recenzje
Groza posiadania wiedzy na temat pewnych prawd i dążenie do niewiedzy należą do głównych ludzkich pasji, pisze Hanif Kureishi w recenzji książki Cohena. "Ludzie nie chcą słyszeć siebie, nie mówiąc już o usłyszeniu innych. Prawda może być tak niepokojąca, że wszelkie kłamstwo zostaje uznane za bardziej korzystne. W związku z tym możliwość innego postrzegania rzeczy przez systemy polityczne, korporacje, instytucje, banki, rodziców oraz wszelkich dyktatorów jest wykluczona."
Robert Bradley piszący dla Huffington Post stwierdził, że najbardziej interesujące jest to, że "w gdy chwili wkraczasz do swojego miejsca pracy, już nie rezydujesz w praworządnej demokracji, lecz w niewoli systematycznej dyktatury, która dyktuje kiedy jeść, gdzie sikać i w co się ubierać. Biada temu, jeśli się odważysz poskarżyć na "praktyki biznesowe"! Frakcja tajnej policji, zwana pieszczotliwie "wydziałem zasobów ludzkich", zapakuje twój dobytek, zwolni i złamie cię szybciej niż gruby pracownik ochrony jest w stanie wyrzucić twoją "nieortodoksyjną dupę" z budynku!" Począwszy przypadku Ayaan Hirsi Ali, Cohen przedstawia przegląd kwestii cenzury, komentując wiele ważnych zdarzeń – sprawę duńskich karykatur; Simona Singha; Juliana Assange; przepisów o zniesławieniu, a także nowe formy pomysłowości w dziedzinie mówienia prawdy, takie jak np. Twitter. Hanif Kureishi pisze, że "argumenty, które Cohen tak żywo opisuje są ważne i koniecznie należy je usłyszeć, podobnie jak to, że napięcie między tłumieniem wolności i wolnością nigdy się nie skończy. To nie jest tak, że pewnego dnia wszystko zostanie ustabilizowane. Istotnym jest fakt, że spór nie jest zamknięty, tak jak chciałyby tego martwe ideologie: zachowują się one tak, jakby tylko jeden pogląd na świat był możliwy, jakby można było zabić wyobraźnię i jak gdyby inne wersje rzeczywistości były nie do pomyślenia."